# Galaga
Pour le système d'arcade portant le même nom, voir Galaga (système d'arcade).
Galaga est un jeu vidéo de type shoot 'em up développé par Namco et commercialisé sur borne d'arcade en 1981. Il s'agit de la suite de Galaxian.
Galaga est le premier jeu d'arcade permettant à un seul joueur de jouer avec deux vaisseaux simultanément. C'est aussi le premier jeu d'arcade à comporter des « niveaux bonus » (appelés « challenging stages ») entre les niveaux.

## Système de jeu
Le joueur pilote un vaisseau spatial qui peut seulement se déplacer de gauche à droite au bas de l'écran et qui ne dispose que d'un tir simple. Les vaisseaux ennemis tentent de bombarder le joueur. Comme dans Galaxian (également un jeu de Namco), des vaisseaux peuvent descendre vers le joueur et tenter de le tuer par collision ou bombardement. Certains vaisseaux (« vaisseau-mère » ou « boss Galaga ») ont la possibilité de s'approcher du vaisseau du joueur et de le capturer.
Un des atouts majeurs de Galaga par rapport à ses prédécesseurs est la possibilité pour un seul joueur de jouer avec deux vaisseaux simultanément. Pour ce faire, le joueur doit réaliser la manœuvre suivante :

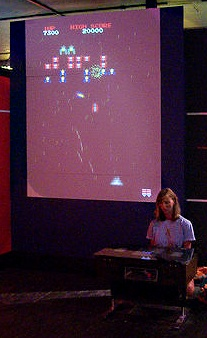
Une partie de Galaga.

1. Se faire capturer par un vaisseau-mère ;
2. Laisser le vaisseau-mère rejoindre sa place en haut de l'écran ;
3. Patienter jusqu'à ce que le vaisseau-mère, accompagné du vaisseau capturé, attaque à nouveau ;
4. Tirer sur le vaisseau-mère et le détruire (en prenant soin de ne pas toucher le vaisseau capturé) ;
5. Le vaisseau capturé se place à côté du premier vaisseau du joueur.

Après cette manœuvre, le joueur dispose de deux vaisseaux et peut donc tirer deux coups simultanément. Cependant, il joue avec deux vies à la fois. Il est également deux fois plus vulnérable puisque ses deux vaisseaux constituent une cible deux fois plus grande.

## Accueil
Au Japon, Galaga est le troisième jeu d'arcade le plus profitable de l'année 1982 selon le magazine Game Machine.

## Exploitation

### Versions
La borne d'arcade a été commercialisé en septembre 1981 au Japon et en décembre 1981 aux États-Unis, sous licence Bally Midway.
Il fut porté sur SG-1000 en 1983 (Sega Galaga), sur MSX et Atari 7800 en 1984, sur FM-7 et FM-77 en 1985. Des versions Sharp MZ2500, NES (1988, Galaga: Demons of Death) et Famicom Disk System (1990) sont arrivées par la suite.
Divers clones ou adaptations « sauvages » ont également vu le jour, parfois avant la sortie des portages officiels, comme une version Commodore 64, qui serait parue dès 1982.

### Rééditions
Devenu un classique, Galaga a été maintes fois réédité, notamment dans les compilations Namco Museum, à travers des packs ou encore comme mini-jeux dans des jeux originaux (par exemple Tekken). Le jeu est entre autres disponible sur Game Boy, PlayStation, Nintendo 64, Game Boy Advance, Dreamcast, PlayStation 2, GameCube, Xbox (dans la compilation Namco Vintage), Xbox 360 (via le Xbox Live Arcade) et Wii (la version NES via la Console virtuelle).

## Au cinéma
Une borne d'arcade Galaga apparaît dans les films WarGames, Karaté Kid (The Karate Kid), 260 chrono et Planes, Trains and Automobiles. Un des techniciens de l'Héliporteur du S.H.I.E.L.D., dans le film Avengers de Joss Whedon, joue à Galaga (il se fait d'ailleurs repérer par Tony Stark). Le jeu apparaît également dans le film Pixels avec Adam Sandler.

## Musique
L'habillage sonore de Galaga, réalisé par Nobuyuki Ohnogi, est un classique en son genre. Le duo Grand Popo Football Club (Ariel Wizman, Nicolas Errèra) en utilise notamment des extraits (samples) pour le titre Salami Man.

## Compilations
Deux compilations dédiées à la série sont sorties en 2011 :
- Galaga 30th Collection, sur iOS, comprend le jeu d'arcade original ainsi que Galaxian, Gaplus et Galaga '88 ;
- Pac-Man and Galaga Dimensions, sur Nintendo 3DS, comprend le jeu d'arcade original ainsi que Galaga Legions et Galaga 3D Attack, créé spécialement pour la compilation, ainsi que trois autres jeux de la série Pac-Man.

De nombreux opus de la série sont jouables dans les compilations de la série Namco Museum (voir plus haut).

## Postérité
Le jeu est l'une des entrées de l'ouvrage Les 1001 jeux vidéo auxquels il faut avoir joué dans sa vie.
Le record sur borne arcade est détenu par l'américain Stephen Krogman, le 1er juin 1989, avec un score de 15 999 990.